# ひぐち駅
ひぐち駅（ひぐちえき）は、茨城県筑西市折本にある真岡鐵道真岡線の駅。
住所は折本だが、樋口との境界付近にある。駅名は秩父鉄道樋口駅との混同を避けるため平仮名表記の「ひぐち」が正式名となっている。

## 歴史
- 1992年（平成4年）3月14日：開業[2][3]。

## 駅構造
単式ホーム1面1線を有する無人駅。ホーム中央に庇があり、時刻表および運賃表が掲示されている。出入口は南北2か所あり、北側は西を通る国道294号に面してロータリー、公衆便所、自転車置場がある。南側は構内踏切を挟んで東側の県道につながり、その北側に自転車置場が設置されている。

## 利用状況
2019年度の一日平均乗降人員は57人である。
近年の一日平均乗車人員の推移は下記のとおり。
| 乗車人員推移 | 乗車人員推移    | 乗車人員推移    |
| 年度         | 1日平均乗車人員 | 1日平均乗降人員 |
| ------------ | --------------- | --------------- |
| 1998         |                 | 210             |
| 1999         |                 | 212             |
| 2000         |                 | 203             |
| 2001         |                 | 266             |
| 2002         |                 | 139             |
| 2003         |                 | 120             |
| 2004         |                 | 82              |
| 2005         |                 | 92              |
| 2006         |                 | 82              |
| 2007         | 44              | 85              |
| 2008         | 49              | 154             |
| 2009         | 43              | 88              |
| 2010         | 37              | 76              |
| 2011         | 36              | 72              |
| 2012         | 28              | 59              |
| 2013         | 30              | 71              |
| 2014         | 32              | 58              |
| 2015         | 25              | 53              |
| 2016         | 33              | 61              |
| 2017         | 29              | 50              |
| 2018         | 28              | 46              |
| 2019         | 27              | 57              |

## 駅周辺
徒歩5分ほどの国道294号下館バイパス沿道には、トラックが停車できるドライブインのような飲食店が点在している。
- 国道294号
- 国道408号
- 鷹ノ巣団地
- 樋口雷神社
- 口戸羽黒神社（下館七羽黒の一つ）

## 隣の駅
真岡鐵道
■真岡線
下り 6103列車（「SLもおか」運転日のみ）
通過
普通
折本駅 - ひぐち駅 - 久下田駅